# Rita Kühne

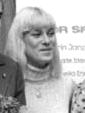
Rita Kühne im 1972

Rita Kühne (* 5. Januar 1947 in Dresden) ist eine ehemalige deutsche Leichtathletin und Olympiasiegerin.

## Karriere
1971 und 1972 wurde die beim SC Dynamo Berlin trainierende Rita Kühne mit der DDR-Nationalstaffel im 4-mal-400-Meter-Lauf zur Mannschaft des Jahres in der DDR gewählt.
Von 1969 bis 1973 und 1975 gewann sie mit der Vereinsmannschaft den 4-mal-400-Meter-Staffellauf bei den DDR-Leichtathletik-Meisterschaften. Im Einzelwettbewerb über 400 Meter gewann sie 1968 und 1973 Silber sowie 1971 und 1975 Bronze. Die Hallenmeisterschaften über 400 Meter gewann sie von 1966 bis 1969 viermal in Folge und noch einmal 1971. Im selben Jahr wurde sie bei den Europameisterschaften 1971 im 400-Meter-Lauf Achte in 53,9 s. Mit der Staffel in der Besetzung Rita Kühne, Ingelore Lohse, Helga Seidler und Monika Zehrt gewann sie in der Weltrekordzeit von 3:29,3 min den Europameistertitel.
Bei den Olympischen Spielen 1972 in München gewann sie die Goldmedaille in der 4-mal-400-Meter-Staffel, zusammen mit ihren Teamkolleginnen Dagmar Käsling, Helga Seidler und Monika Zehrt. Nachdem das Quartett bereits im Vorlauf mit 3:28,48 min einen neuen Weltrekord aufgestellt hatte, verbesserte es diese Marke im Finale erneut auf 3:22,95 min.
Rita Kühne hatte bei einer Größe von 1,76 m ein Wettkampfgewicht von 65 kg. Ihre persönliche Bestleistung von 51,01 s über 400 Meter stellte sie 1976 auf.

## Auszeichnungen (Auswahl)
- 1971 – Vaterländischer Verdienstorden in Bronze
- 1972 – Vaterländischer Verdienstorden in Silber